# Southwest Middlesex
Southwest Middlesex – gmina (ang. township) w Kanadzie, w prowincji Ontario, w hrabstwie Middlesex.
Powierzchnia Southwest Middlesex to 427,92 km².
Według danych spisu powszechnego z roku 2001 Southwest Middlesex liczy 6144 mieszkańców (14,36 os./km²).